# 任盈盈
任 盈盈（じん えいえい、拼音: Rén Yíngyíng）は、金庸の武俠小説『秘曲 笑傲江湖』に登場する女性主人公。なお、名前の「盈」は日本ではあまり使わないが、「満たす、一杯にする」の意。主人公である令狐冲の「冲」の字が「虚しい、空っぽ」と同義の字であることと対照的になっている。老子無源第四に「道冲而用之或不盈。淵乎似萬物之宗」（道は冲にして之を用うれば或いは盈たず。淵として萬物の宗に似る）とある。

## 性格
魔教の娘であるため、かなり冷徹なところがある。それでも、魔教内で処罰が厳しすぎると感じたときは東方不敗に意見することなどもあり、人望は厚い。また、聡明で機転が利くため、お人よしで罠に掛かりやすい令狐冲を頭脳面で支援することが多い。
欠点は、猜疑心が非常に強い傾向にあること。自分が令狐冲に惚れているのを知られれば、江湖の人たちから陰で笑われるに決まっていると思い込み、令狐冲と一緒に歩いているところを見られたというだけの理由で、魔教の下級構成員を島流しにしている。
更に自尊心の強さ故か、自分が令狐冲に恋をしていることをからかうような言動に対しては容赦がなく、人前だけでなく令狐冲と二人きりのときも同様である。あるときなど逆上のあまり、自分が令狐冲に恋などしていないことを証明するため、江湖に令狐冲の抹殺命令を出したほど。これには令狐冲が自分の側から離れられないようにする目的もあった。ただ、魔教の人間にとって、盈盈が令狐冲に惚れているのは周知のことであったため、誰も実際に行動には移さなかった。
その破天荒な言動からか、盈盈はツンデレとされることがある。2007年の金庸フェアの際、『秘曲 笑傲江湖』は「熱血漢VSツンデレ美女 金庸ワールドの最高峰！」とのキャッチコピーで紹介されていた。実際のところ、盈盈は岳霊珊に叶わぬ恋心を抱き続ける令狐冲の姿に惹かれたのであって、恋敵の霊珊らを実力で排除しようとしたことは一切ない。また、相愛になってからの令狐冲は女性関係には誠実だったため、他の女性に嫉妬する描写もない。

## 生涯
日月神教の教主、任我行の一人娘だが、教団ナンバー2である東方不敗の謀反により、任我行は西湖の湖底に幽閉されてしまう。7歳以降、東方不敗の庇護のもと、日月神教の女王のような存在となり、江湖では「聖姑」と呼ばれるようになる。
彼女の武功は強く、少林寺の高僧、方生大師が認めたほど。
登場時は洛陽で隠遁し、緑竹翁と琴を弾いていた。重傷の令狐冲を救ったことが縁で交流を重ね、令狐冲に「笑傲江湖」の演奏を指導した。ただ令狐冲は、命の恩人である任盈盈が日月神教の聖姑とは知らず、長い間琴の上手な老婆と思い込んでいた。これは令狐冲が盈盈と御簾ごしに接していたことと、高齢の緑竹翁が盈盈を伯母と呼んだことによる。令狐冲と交流を重ねるうちに任盈盈は彼の真っ直ぐな心に惹かれていく。

## 演じた女優
映画
- 施思：『笑傲江湖』 香港 1978年
- チョン・マン：『スウォーズマン／剣士列伝』（原題：笑傲江湖） 香港 1990年
- ロザムンド・クワン：『スウォーズマン／女神伝説の章』（原題：笑傲江湖之二 東方不敗） 香港 1992年

ドラマ
- 陳秀珠：『笑傲江湖』 無綫電視（TVB） 香港 1984年
- 劉雪華：『笑傲江湖』 台湾電視公司（TTV） 台湾 1985年
- 梁珮玲：『笑傲江湖』 無綫電視（TVB） 香港 1996年
- アニタ・ユン：『スウォーズマン 笑傲江湖』（原題：笑傲江湖） 中国電視公司（CTV） 台湾 2000年
- 范文芳：『笑傲江湖』 メディアコープ シンガポール 2000年
- シュイ・チン：『笑傲江湖』 中央電視台（CCTV） 中国 2001年
- ユエン・シャンシャン：『月下の恋歌 笑傲江湖』 華夏視聴環球伝媒集団有限公司 中国 2013年
- シュエ・ハオジン：『笑傲江湖 レジェンド・オブ・スウォーズマン』 YOUKU 中国 2018年